# Magdalena Sierra
Ada María Magdalena Sierra (Ciudad de Buenos Aires, 25 de junio de 1966) es arquitecta, militante, política y exjefa de UDAI ANSES Avellaneda. Electa en 2013 como primera concejal del distrito, y luego como Senadora Provincial. Entre 2017 y 2021 fue Diputada Nacional por Unidad Ciudadana.

## Trayectoria
Magdalena Sierra se crio entre los barrios de Caballito y Almagro. Inició su actividad política en el año 1984 en la JUP (Juventud Universitaria Peronista), dentro de la Facultad de Derecho y siguió dentro de esta actividad cuando cambio de carrera para comenzar a estudiar Arquitectura en la Universidad de Buenos Aires. Comenzó su carrera en la Administración Pública en 1993, en la Dirección de Tierra y Vivienda, dependiente de la Secretaría de Obras y Servicios Públicos de la Municipalidad de Avellaneda. 
En 1995 formó parte de la Dirección de Planeamiento hasta 1996 cuando se incorporó a la Dirección de Arquitectura coordinando proyectos, integrando la Comisión de Elaboración de Ordenanza de Zonificación y Código de Planeamiento Urbano.
En el año 2000, junto a su compañero y esposo Jorge Ferraresi, que luego sería Intendente de Avellaneda y Ministro de Desarrollo Territorial y Hábitat de la Nación Argentina, comenzaron a dar forma a la “Agrupación Eva Perón”. La militancia surgió a partir del trabajo territorial que se realizaba desde la Secretaría de Obras y Servicios Públicos de la Municipalidad de Avellaneda. Primeramente condujo el espacio de mujeres dentro de la misma hasta llegar a ser, junto a Jorge Ferraresi, la conductora de la Agrupación.
En el año 2003 ocupó el cargo de Directora de Recursos y Vía Pública en el área de la Subsecretaría de Planificación de la Municipalidad de Avellaneda.
Durante el período 2007-2009 ejerció el cargo de Directora de Arquitectura, Obras Particulares, Recursos y Vía Pública; planificando y coordinando proyectos de arquitectura en lo que se refiere a Edificios Públicos de Salud, Educación, Social y Deportes.
Desde el año 2009, y hasta fines del 2013, se encontró a cargo de la Subsecretaría de Planificación dependiente de la Municipalidad de Avellaneda.
Su primer cargo electivo lo obtuvo en las elecciones de octubre de 2013 como Primera Concejal de la Ciudad de Avellaneda. 
En diciembre del año 2014 fue designada jefa de UDAI ANSES Avellaneda.
En las elecciones de octubre 2015 fue elegida para desempeñar el cargo de Senadora Provincial por la Tercera Sección electoral de la Provincia de Buenos Aires por el partido del Frente Para la Victoria, durante el período 2015-2019. Siendo Presidenta del Bloque FPV-PJ. En las elecciones legislativas del año 2017 fue elegida como Diputada Nacional por Unidad Ciudadana y actualmente forma parte del bloque del Frente de Todos representando a la Provincia de Buenos Aires.

## Antecedentes académicos
Título Secundario
Bachiller Mercantil-1983-Instituto Santa Rosa-Caballito.
Título Universitario
Arquitecta. Egreso 2007 Facultad de Arquitectura Universidad de Buenos Aires